# Echinops (botanica)
Echinops L. 1753 è un genere di piante angiosperma dicotiledone appartenenti alla famiglia delle Asteraceae, dall'aspetto di erbacee annuali o perenni dalla tipica infiorescenza a “palla”. Echinops è anche l'unico genere della sottotribù Echinopsinae (Cass.) ex. Dumort., 1829.

## Etimologia
Il nome del genere (Echinops) deriva dall'accostamento di due parole greche: riccio e visione (op = omma, occhio); questo vuol dire che la pianta a vederla sembra un riccio. È Linneo che nel 1737 denominò così questo genere. Il nome scientifico della sottotribù è stato definito per la prima volta dal conte Alexandre Henri Gabriel de Cassini (1781 – 1832), botanico e naturalista francese, perfezionato poi dal botanico, naturalista e politico belga Barthélemy Charles Joseph Dumortier (Tournai, 3 aprile 1797 – 9 giugno 1878) nella pubblicazione "Analyse des Familles de Plantes 32" del 1829.
In inglese questa pianta si chiama Globe thistle mentre in francese riceve il nome generico di Boullettes.

## Descrizione

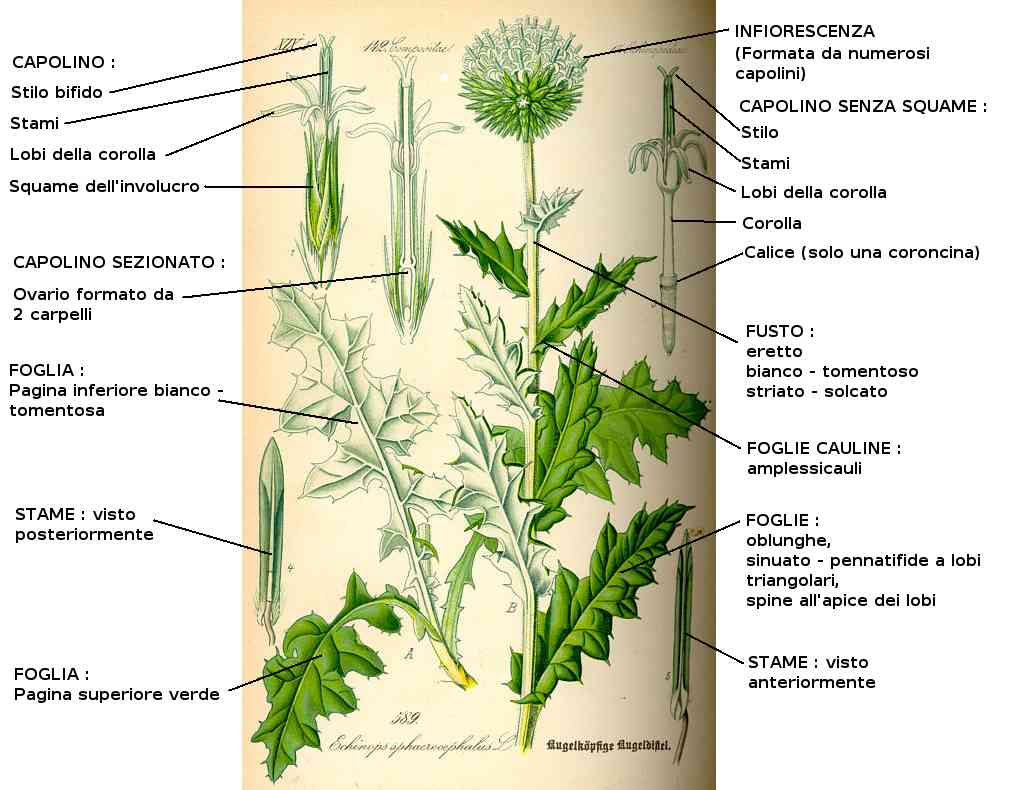
Descrizione delle parti della pianta (Echinops sphaerocephalus)

Sono piante erbacee più o meno bianco – tomentose, dall'aspetto spinoso con un portamento in generale disordinato. La forma biologica prevalente della specie è emicriptofita scaposa (H scap), ossia sono piante perennanti tramite gemme situate sul terreno e con asse fiorale allungato e con poche foglie. Sono presenti anche forme annuali.

### Radici
Le radici sono secondarie da rizoma.

### Fusto
Il fusto si sviluppa in modo ascendente, è mediamente ramificato e nella parte terminale porta normalmente una sola infiorescenza. Esiste anche una parte sotterranea del fusto che consiste in un legnoso rizoma.

### Foglie

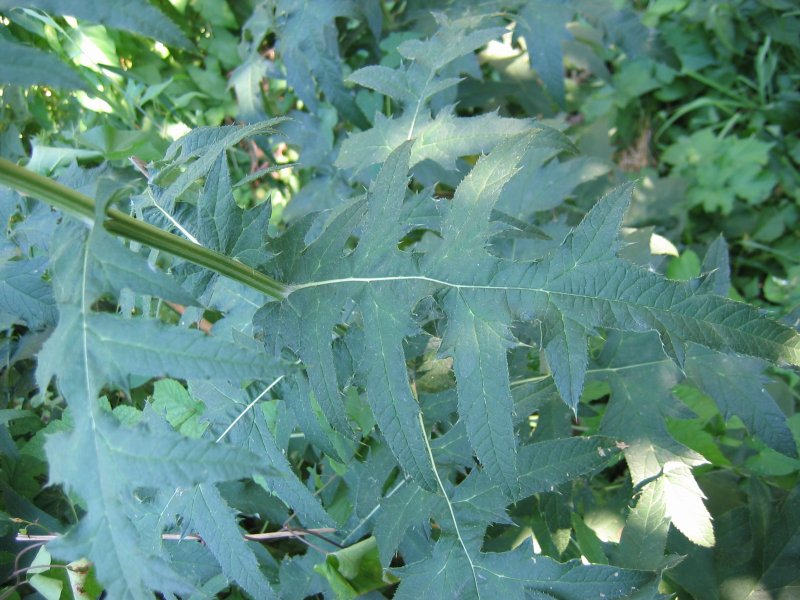
Foglie (Echinops ritro)

Le foglie lungo il fusto si dispongono in modo alterno. La lamina può essere intera ma più facilmente è del tipo pennatosetta (una, due o anche tre volte) o pennatofida. Il margine fogliare è dentato – spinoso (o raramente non spinoso). La pagina superiore può essere glabra, mentre quella inferiore in genere è tomentosa.

### Infiorescenza

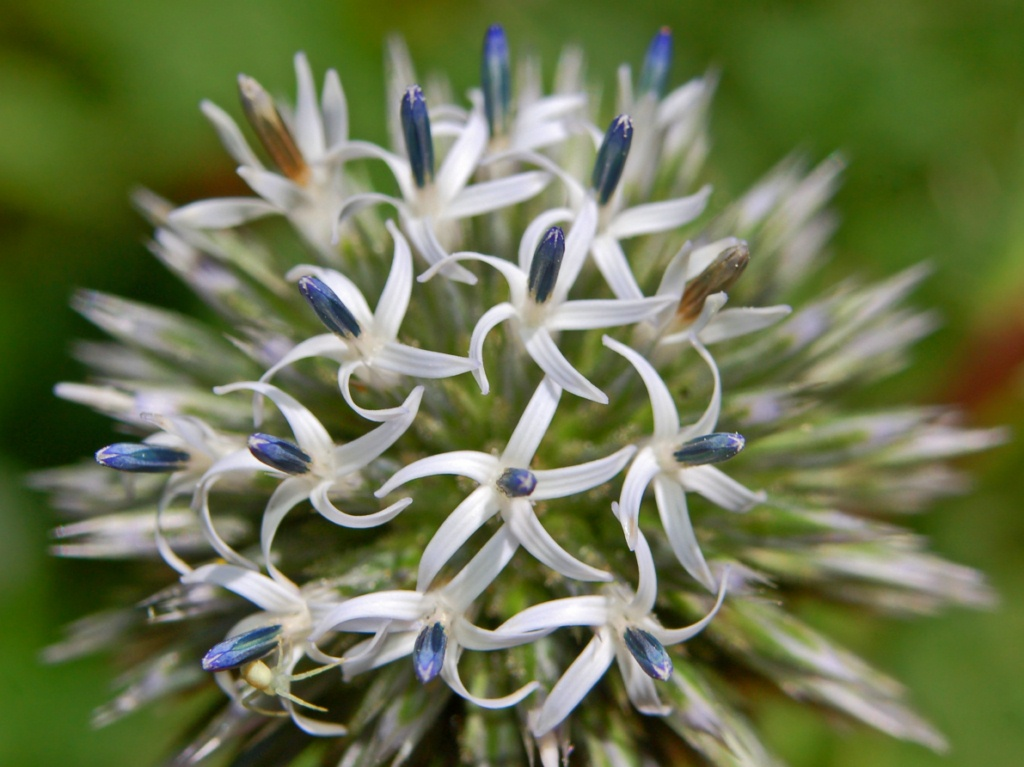
Infiorescenza (Echinops sphaerocephalus)

L'infiorescenza, sottesa da un ciuffo di setole, è la parte più curiosa e tipica di questo genere: consiste in un insieme di molti numerosi capolini (a un solo fiore) con un proprio involucro (con 16 – 20 squame o brattee) riuniti in una struttura globosa a forma di palla. Tale struttura morfologica (sinflorescenza) è propria di questo tipo di fiori e viene chiamata da alcuni botanici florula (capolino sarebbe in questo caso una denominazione impropria). Ogni singolo fiore dell'infiorescenza (il capolino) è fertile e completo in tutte le sue parti. Le brattee involucrali sono spinose e disposte su più file; quelle esterne sono fortemente carenate, alate e leggermente fimbriate all'apice; quelle mediane sono alate in modo più vistoso; quelle interne sono lucide ed hanno delle forme lineari-lanceolate e sono colorate di verde o verde-bruno.

### Fiori
I fiori sono tutti del tipo tubuloso (il tipo ligulato, i fiori del raggio, presente nella maggioranza delle Asteraceae, qui è assente), sono inoltre ermafroditi, tetraciclici (calice – corolla – androceo – gineceo) e pentameri. Inoltre ogni fiore (chiamato in questo caso capolino) dell'infiorescenza ha un suo proprio involucro.
- Formula fiorale:

- /x K {\displaystyle \infty }, [C (5), A (5)], G 2 (infero), achenio

- Calice: i sepali del calice sono ridotti o quasi inesistenti (il calice consiste in una minuta coroncina).
- Corolla: i petali sono saldati a tubo nella parte inferiore, aperti a stella (in 5 lobi a forma di lacinie scariose e denticolate) nella parte terminale; il colore viola, blu, rosso, verdastro o bianco.
- Androceo: gli stami sono 5 con filamenti liberi e glabri e antere saldate; le appendici basali sono corte e laciniate.
- Gineceo: l'ovario è infero uniloculare formato da 2 carpelli; lo stilo è uno e profondamente bifido; gli stimmi hanno rami abbreviati e comunque sporgono dalla corolla.

### Frutti
Il frutto è un achenio con pappo. L'achenio oblungo ha il pericarpo parenchimatoso e densamente sericeo. Il pappo è formato da diverse brevi e larghe squamette lineari e membranose; le squamette sono saldate alla placca apicale del frutto.

## Biologia
- Impollinazione: l'impollinazione avviene tramite insetti (impollinazione entomogama tramite farfalle diurne e notturne).
- Riproduzione: la fecondazione avviene fondamentalmente tramite l'impollinazione dei fiori (vedi sopra).
- Dispersione: i semi (gli acheni) cadendo a terra sono successivamente dispersi soprattutto da insetti tipo formiche (disseminazione mirmecoria). In questo tipo di piante avviene anche un altro tipo di dispersione: zoocoria. Infatti gli uncini delle brattee dell'involucro si agganciano ai peli degli animali di passaggio disperdendo così anche su lunghe distanze i semi della pianta.

## Distribuzione e habitat
Gli Echinops sono piante il cui habitat sono i luoghi rocciosi e selvatici, aridi e sassosi posizionati a quote medie (al piano sono meno frequenti). L'area di diffusione è compresa tra il Mediterraneo (specialmente quello orientale), l'Asia Minore, l'India, e verso il nord fino ai Monti Altai e alla Siberia, mentre al sud si spingono fino all'Abissinia (una specie è propria della flora della Guinea).
Delle 4 specie spontanee della flora italiana 3 vivono sull'arco alpino. La tabella seguente mette in evidenza alcuni dati relativi all'habitat, al substrato e alla distribuzione delle specie alpine.
| Specie | Comunità vegetali | Piani vegetazionali | Substrato  | pH     | Livello trofico | H2O   | Ambiente | Zona alpina               |
| --- | ----------------- | ------------------- | ---------- | ------ | --------------- | ----- | -------- | ------------------------- |
| Echinops exaltatus | 5                 | collinare           | Ca – Ca/Si | basico | alto            | umido | B1 B3 B5 | VI                        |
| Echinops ritro | 9                 | montano collinare   | Ca – Ca/Si | basico | basso           | arido | B1 B3 B5 | IM SV CN TO               |
| Echinops sphaerocephalus | 5                 | montano collinare   | Ca – Ca/Si | basico | alto            | secco | B1 B2 F2 | quasi tutto l'arco alpino |
| Legenda e note alla tabella. Substrato con “Ca/Si” si intendono rocce di carattere intermedio (calcari silicei e simili); vengono prese in considerazione solo le zone alpine del territorio italiano (sono indicate le sigle delle province). Comunità vegetali: 5 = comunità perenni nitrofile; 9 = comunità a emicriptofite e camefite delle praterie rase magre secche Ambienti: B1 = campi, colture e incolti; B2 = ambienti ruderali, scarpate; B5 = rive, vicinanze corsi d'acqua; F2 = praterie rase, prati e pascoli dal piano collinare al subalpino |                   |                     |            |        |                 |       |          |                           |

## Tassonomia
La famiglia di appartenenza di questa voce (Asteraceae o Compositae, nomen conservandum) probabilmente originaria del Sud America, è la più numerosa del mondo vegetale, comprende oltre 23.000 specie distribuite su 1.535 generi, oppure 22.750 specie e 1.530 generi secondo altre fonti (una delle checklist più aggiornata elenca fino a 1.679 generi). La famiglia attualmente (2021) è divisa in 16 sottofamiglie.
La tribù Cardueae (della sottofamiglia Carduoideae) a sua volta è suddivisa in 12 sottotribù (la sottotribù Echinopsinae è una di queste).
Il genere Echinops elenca oltre 200 specie delle quali mezza dozzina sono presenti spontaneamente sul territorio italiano.
Il genere Echinops nella classificazione tradizionale (Sistema Cronquist) fa parte della sottofamiglia Cichorioideae (tribù Cardueae, sottotribù Echinopsinae). La classificazione APG lo colloca invece nella sottofamiglia Carduoideae (tribù Cardueae, sottotribù Echinopsinae). Comprende oltre 100 specie originarie soprattutto della fascia che va dall'Asia Minore fino ai monti Altai. Sei sono le specie spontanee della nostra flora.
Il genere storicamente viene diviso (in riferimento alla flora spontanea italiana) in due sezioni (secondo Adriano Fiori (1865-1950), botanico italiano e Stephan Ladislaus Endlicher (1804-1849), botanico austriaco) :
- Ritro (oppure Echinops) : le squame involucrali del capolino (il singolo fiore, in questo caso) sono tutte libere e non si prolungano in apici spinosi (Echinops ritro, Echinops sphaerocephalus, Echinops exaltatus)
- Rytrodes (denominata così da Alexander von Bunge (1803-1890), botanico russo-tedesco) : le 5 squame involucrali interne del capolino (il singolo fiore) sono più o meno saldate inferiormente (formano un tubo cilindrico), mentre le mediane sono prolungate in lunghe corna spinescenti (lunghezza 3 – 4 cm) che fuoriescono visibilmente dall'infiorescenza (Echinops spinosissimus).

Un'altra sezione, sempre definita dal botanico Bunge, è Oligolepis.
Tra i giardinieri invece vale l'abitudine pratica di suddividere gli Echinops secondo le caratteristiche delle foglie: un primo gruppo con foglie non pubescenti ma glabre di sopra (Echinops ritro, Echinosp tournefortii); un secondo gruppo con foglie pubescenti o setolose di sopra. Questo secondo gruppo poi può essere ulteriormente suddiviso tra specie biennali (Echinops exaltatus) e perenni (Echinops sphaerocephalus).
Altre volte si ricorre alla colorazione dell'infiorescenza: blu (Echinops ritro); bluastra chiara (Echinops sphaerocephalus, Echinops exaltatus, Echinops banaticus, Echinops humilis); bianca (Echinops spinosissimus, Echinops tournefortii, Echinops nivenus).

Attualmente (vedi paragrafo “Filogenesi”) il genere è suddiviso in 11 sezioni.
La denominazione della sottotribù non è ancora ben definita da tutta la comunità dei botanici. Di seguito sono elencate alcune di queste denominazioni:
- Echinopsidinae[17]
- Echinopinae[18]
- Echinopsinae[19]

Quest'ultima denominazione, considerate anche le norme sulla Classificazione scientifica secondo il Codice internazionale di nomenclatura botanica (ICBN) dovrebbe essere quella più valida: il nome del genere tipo (Echinops) più il suffisso “-inae”.

### Filogenesi
Tramite analisi del DNA si è dimostrato che la sottotribù comprende un solo genere (Echinops). Il genere monotipo Acantholepis con una singola specie è ora considerato all'interno di  Echinops. L'origine della particolare infiorescenza composta per il momento non è rintracciabile nei dati molecolari e non sembra avere alcuna affinità con il resto della tribù. Le due sottotribù più vicine a Echinopsinae sono Cardopatiinae e Carlininae (probabilmente sono “gruppo fratello” alla sottotribù di questa voce). La struttura dell'achenio delle tre sottotribù è molto simile, quindi questo carattere può essere considerata una simplesiomorfia.
Nell'ambito della tribù, da un punto di vista filogenetico, le Echinopsinae occupano una posizione più o meno "basale" insieme alla sottotribù Cardopatiinae e Carlininae. Le date di divergenza dal gruppo principale sono comprese tra 18 e 12 milioni di anni fa.
Questo genere è simile al genere Carlina, ma differisce per i seguenti caratteri:
- i capolini sono molto più numerosi;
- l'infiorescenza è sferica ed è composta da numerosi capolini (sinflorescenza) ognuno con un solo fiore ma provvisto di brattee (16 - 20) e quindi di un involucro;
- i fiori sono sempre ermafroditi;
- il pappo è formato da squame membranose a forma lineare.

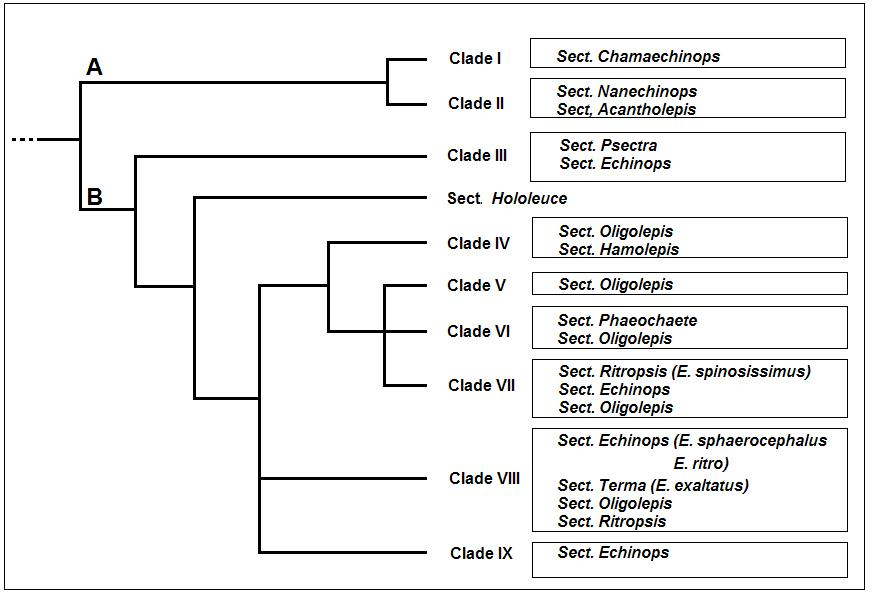
Cladogramma del genere

Recenti studi di tipo filogenetico (analisi delle sequenze di DNA) sulla quasi totalità delle specie di questo genere hanno dimostrato la monofilia del genere e confermata la sua divisione in 11 sezioni. Una prima grande divisione si ha tra due sezioni quasi esclusivamente annuali e biennali (Chamaechinops – Acantholepis) e le restanti 9 sezioni, quasi esclusivamente perenni. Grande importanza tassonomica ha il numero, la forma e altre caratteristiche delle brattee involucrali. Le sezioni interessate alla flora spontanea italiana sono tre:
- Sect. Ritropsis Greuter & Rech. f. (specie E. spinosissimus): le specie di questa sezione sono distribuite nel Mediterraneo e nel Nord Africa; le brattee involucrali sono 16-25 internamente unite in un tubo cilindrico membranoso; in questa sezione sono presenti circa 25 specie perenni;
- Sect. Echinops (specie E. sphaerocephalus e E. ritro): le brattee involucrali sono 16-25, sono libere o leggermente connate alla base; in questa sezione sono presenti circa 50 specie perenni;
- Sect. Terma Endl. (specie E. Exaltatus): le brattee sono libere; il pappo ha una forma simile ad una coppa; le specie di questa sezione sono perenni e poche.

Il cladogramma, tratto dallo studio citato e semplificato, mostra a grandi linee la struttura filogenetica del genere. Sono evidenziate le due stirpi principali: (A) specie annuali e bienni e (B) specie perenni. Inoltre sono indicate le quattro specie spontanee della flora italiana con le relative sezioni. Dal cladogramma risultano evidenti le sezioni monofiletiche da quelle parafiletiche (o polifiletiche) come Oligolepis, Ritropsis e Echinopsis.
Il numero cromosomico delle specie di questo genere è: 2n = 28, 30 e 32.

### Specie spontanee della flora italiana
Le seguenti specie si trovano nella flora spontanea italiana:
- Echinops exaltatus Schrad.
- Echinops ritro L.
- Echinops sphaerocephalus L.
- Echinops spinosissimus Turra
- Echinops siculus Strobl (nella "Flora d'Italia" questa entità è denominata Echinops ritro subsp. siculus (Strobl) Greuter)
- Echinops strigosus L. (nella "Flora d'Italia" questa entità non è descritta come appartenente alla flora italiana).

Per meglio comprendere ed individuare le varie specie del genere (solamente per le specie spontanee della nostra flora) l'elenco seguente utilizza in parte il sistema delle chiavi analitiche aggiornato in base alle ultime checklist della flora spontanea italiana.
- 1A: le brattee interne dell'involucro sono connate nella parte basale

Echinops spinosissimus Turra - Cardo-pallottola vischioso: la pianta arriva fino a 60 cm di altezza; il ciclo biologico è perenne; la forma biologica è emicriptofita scaposa (H scap); il tipo corologico è (Steno) Ovest Mediterraneo; l'habitat tipico sono le garighe e i pascoli aridi; in Italia è una specie comune e si trova al Sud fino ad una quota di 400 m s.l.m..
- 1B:  le brattee interne dell'involucro sono

- 2A: l'infiorescenza si presenta con un colore bluastro;

- 3A: la porzione centrale indivisa, delle foglie, è larga 3 - 8 mm;

Echinops ritro L. - Cardo-pallottola coccodrillo: la pianta può arrivare fino a 80 cm di altezza; il ciclo biologico è perenne; la forma biologica è emicriptofita scaposa (H scap); il tipo corologico è Steno-Mediterraneo; l'habitat tipico sono le garighe con pascolo intenso e frequenti incendi e i pendii aridi; è presente in tutta l'Italia fino a 1500 m s.l.m..
- 3B: la porzione centrale indivisa, delle foglie, è larga 10 - 30 mm;

Echinops siculus Strobl - Cardo-pallottola meridionale: la pianta può arrivare fino a 80 cm di altezza; il ciclo biologico è perenne; la forma biologica è emicriptofita scaposa (H scap); il tipo corologico è Endemico; l'habitat tipico sono le boscaglie e i cedui; è presente comunemente al Sud fino a 1500 m s.l.m..
- 2B: l'infiorescenza si presenta con un colore bianco o grigiastro;

- 4A: le foglie sono prive di peli ghiandolari; il margine delle foglie è scabro;

Echinops exaltatus Schrader - Cardo-pallottola semplice:  la pianta può arrivare fino a 150 cm di altezza; il ciclo biologico è perenne; la forma biologica è emicriptofita scaposa (H scap); il tipo corologico è Sud Est Europeo; l'habitat tipico sono le sponde, i greti dei fiumi, le siepi e i cedui; è una specie rara ed è presente all'estremo Nord-Est fino a 800 m s.l.m..
- 4B: le foglie sotto l'infiorescenza sono ricoperte da densi peli ghiandolari; il margine delle foglie non è scabro;

Echinops sphaerocephalus L. - Cardo-pallottola maggiore: la pianta può arrivare fino a 200 cm di altezza; il ciclo biologico è perenne; la forma biologica è emicriptofita scaposa (H scap); il tipo corologico è Paleotemperato; l'habitat tipico sono gli incolti sassosi, i greti dei fiumi e le zone ruderali; è presente con qualche discontinuità in tutta l'Italia fino a 100 m s.l.m..

### Generi simili
Un genere che spesso viene confuso con l'Echinops è quello degli Eryngium; le piante di quest'ultimo genere appartengono però alla famiglia delle Apiaceae (o Umbelliferae) con caratteristiche molto diverse anche se a volte morfologicamente vicine al genere Echinops.

## Usi
Due sono le specie utili al genere umano: Echinops dahuricus è usata in Cina (nelle province del “Fukien” e “Shanthung”) per le sue proprietà medicinali; Echinops spinosissimus è la materia prima per una gomma da masticare (chiamata “Mastice Anagado”) prodotta in Grecia.

### Giardinaggio
L'effetto decorativo di queste piante è abbastanza buono sia per la caratteristica forma dell'infiorescenza che per il fogliame elegante e di piacevole effetto, per cui vengono impiegate facilmente nel giardinaggio di bordura o giardini rocciosi, anche se l'aspetto in generale è un po' disordinato. Hanno bisogno di luoghi soleggiati (ma anche in mezz'ombra va bene). Sono specie che si adattano a diversi tipi di terreni (anche se preferiscono quelli a base calcarea) e possono facilmente tornare allo stato spontaneo. Alcune specie di questo genere sono considerate piante rustiche e di facile coltura. Sono inoltre coltivate su vasta scala per l'industria del fiore reciso. Le specie considerate sicuramente ornamentali sono: Echinops ritro, Echinops sphaerocephalus, Echinops exaltatus, Echinops spinosissimus.

Le prime documentazioni relative alla coltivazione nei giardini europei di queste specie risalgono al 1570 (Echinops ritro) e al 1596 (Echinops sphaerocephalus).
Mentre è intorno al 1810 – 1825 che si è avuta un'ulteriore immissione di una decina di specie esotiche (quindi d'importazione), sempre a scopo ornamentale.
Gli Echinops si moltiplicano per seme (preparato in semenzaio a maggio e messo a dimora in settembre), oppure per divisione di piede fatta in primavera, oppure ancora con talee radicali.

## Alcune specie

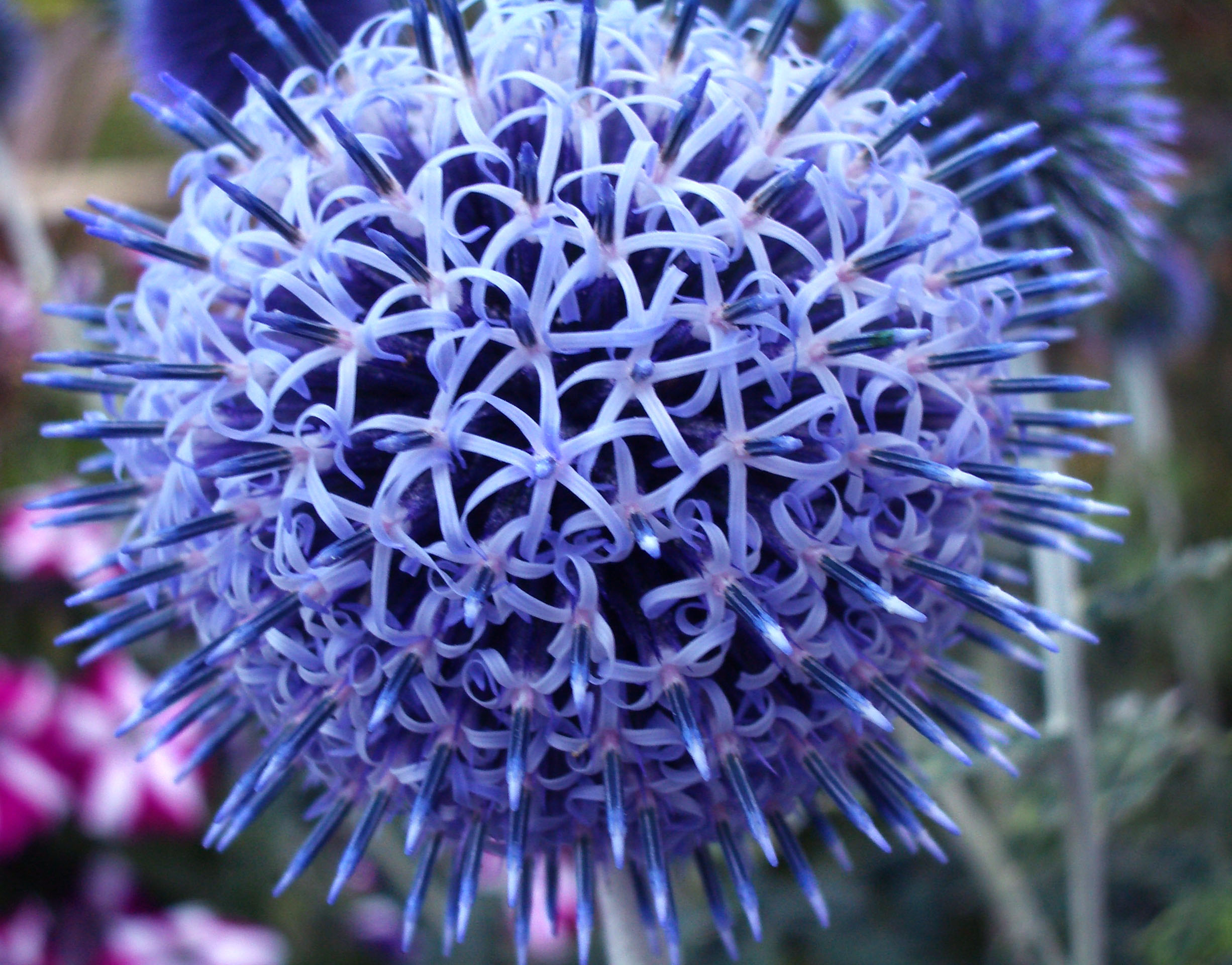
Echinops bannaticus
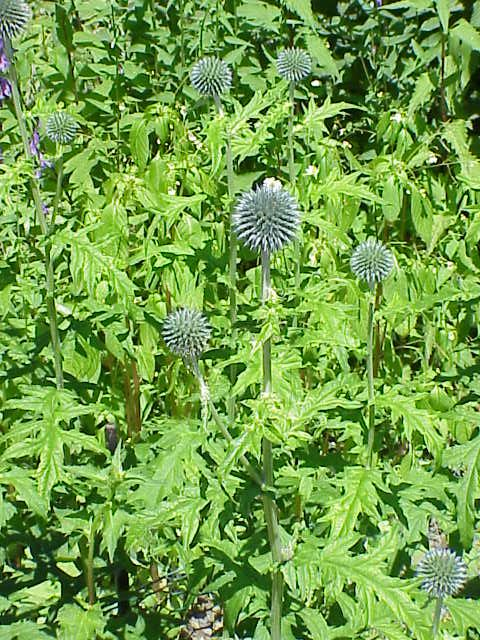
Echinops humilis
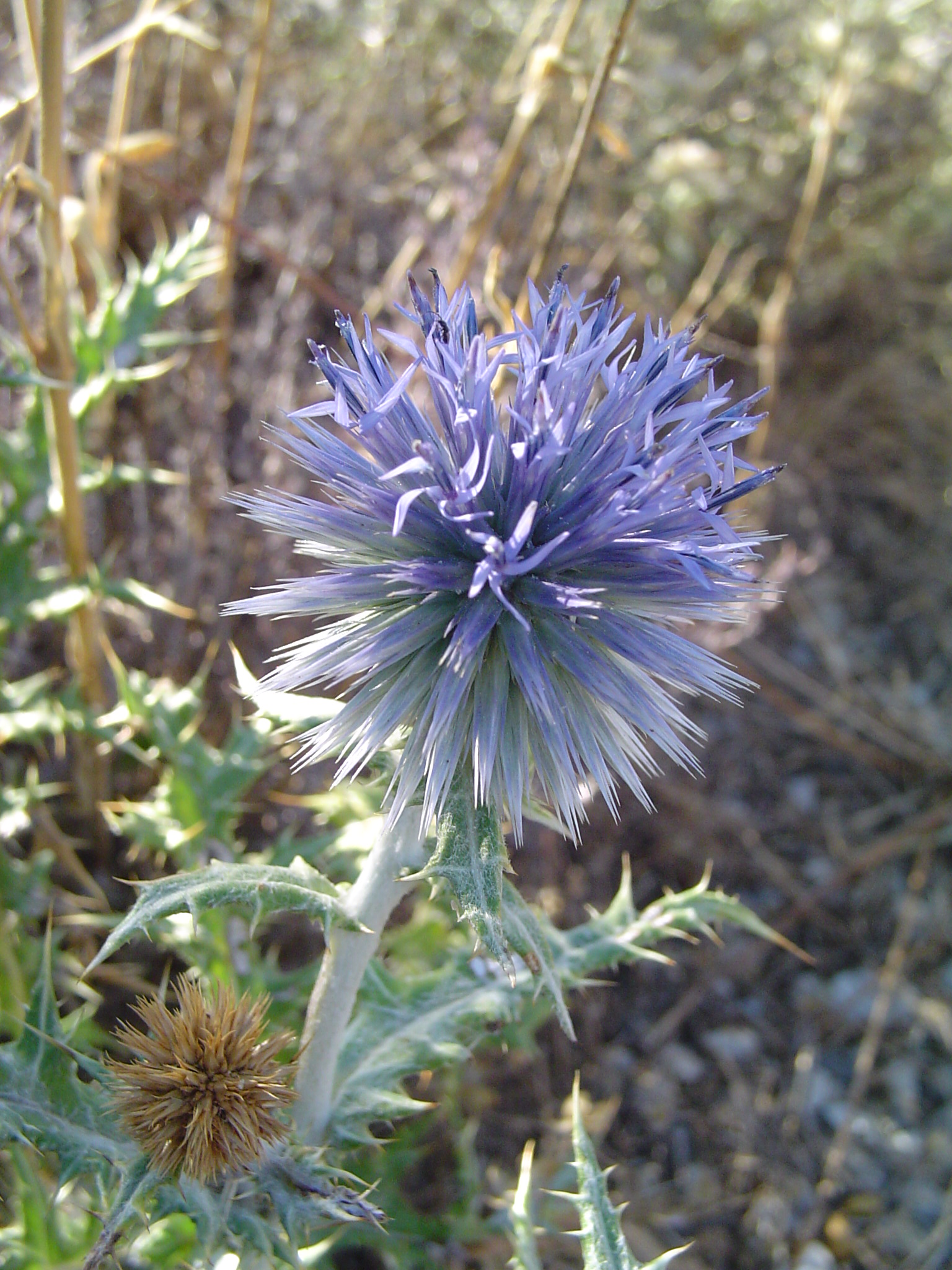
Echinops ritro
Echinops sphaerocephalus
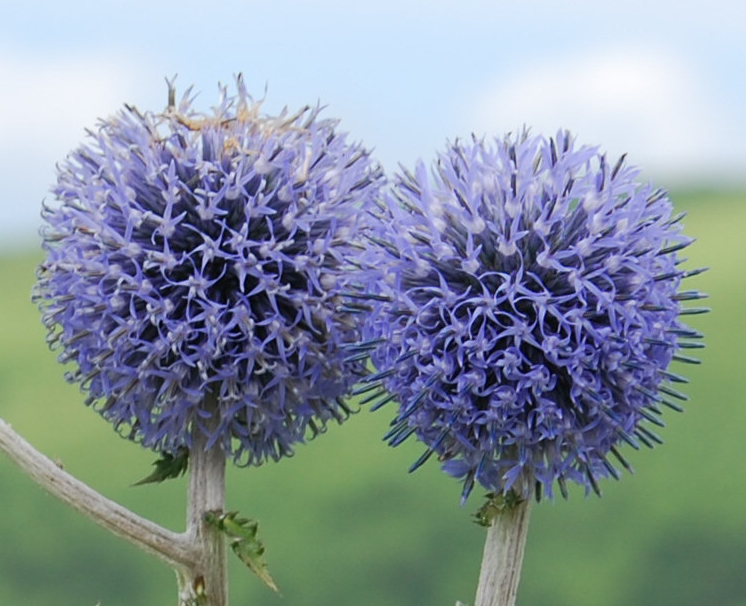
Echinops setifer
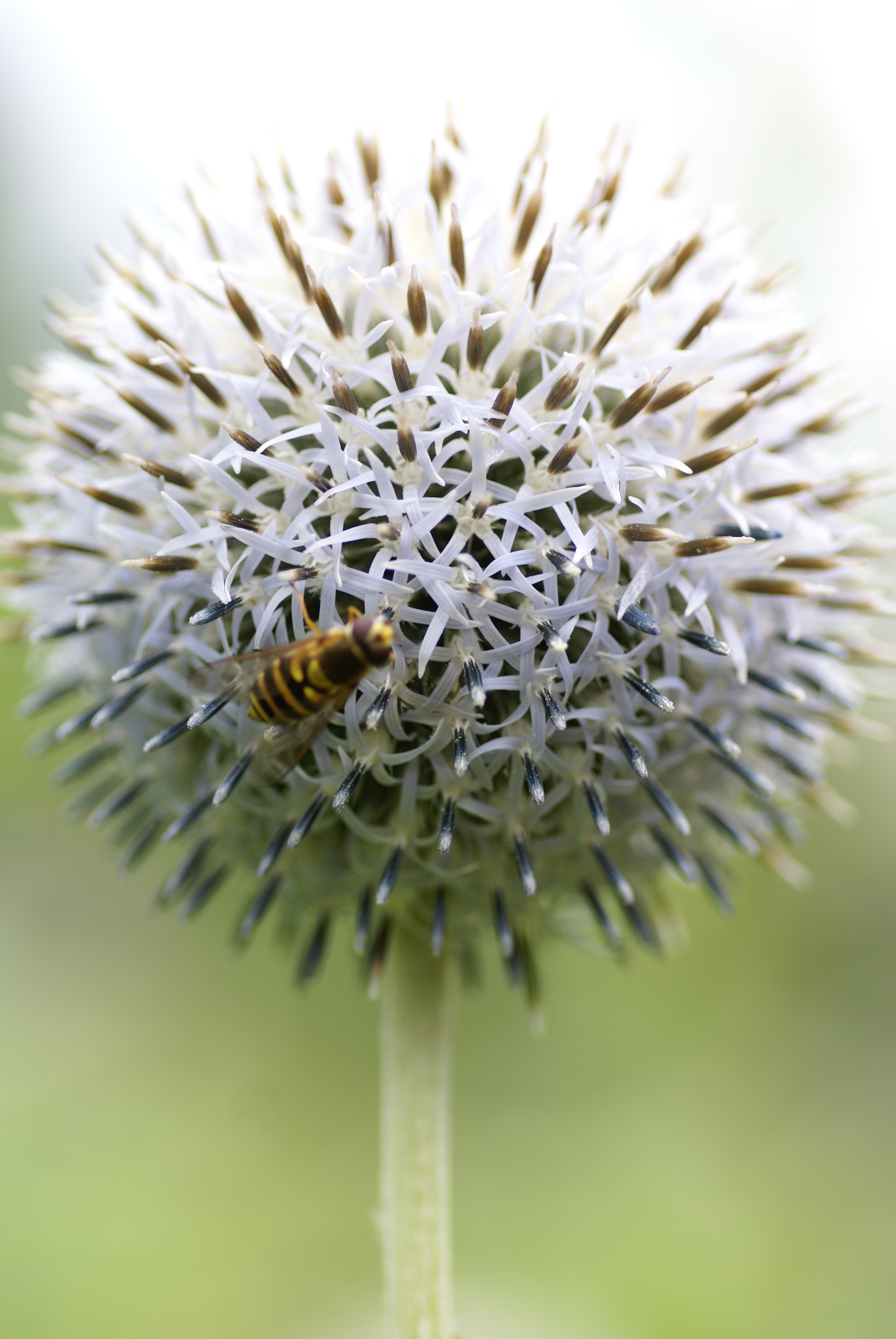
Echinops exaltatus
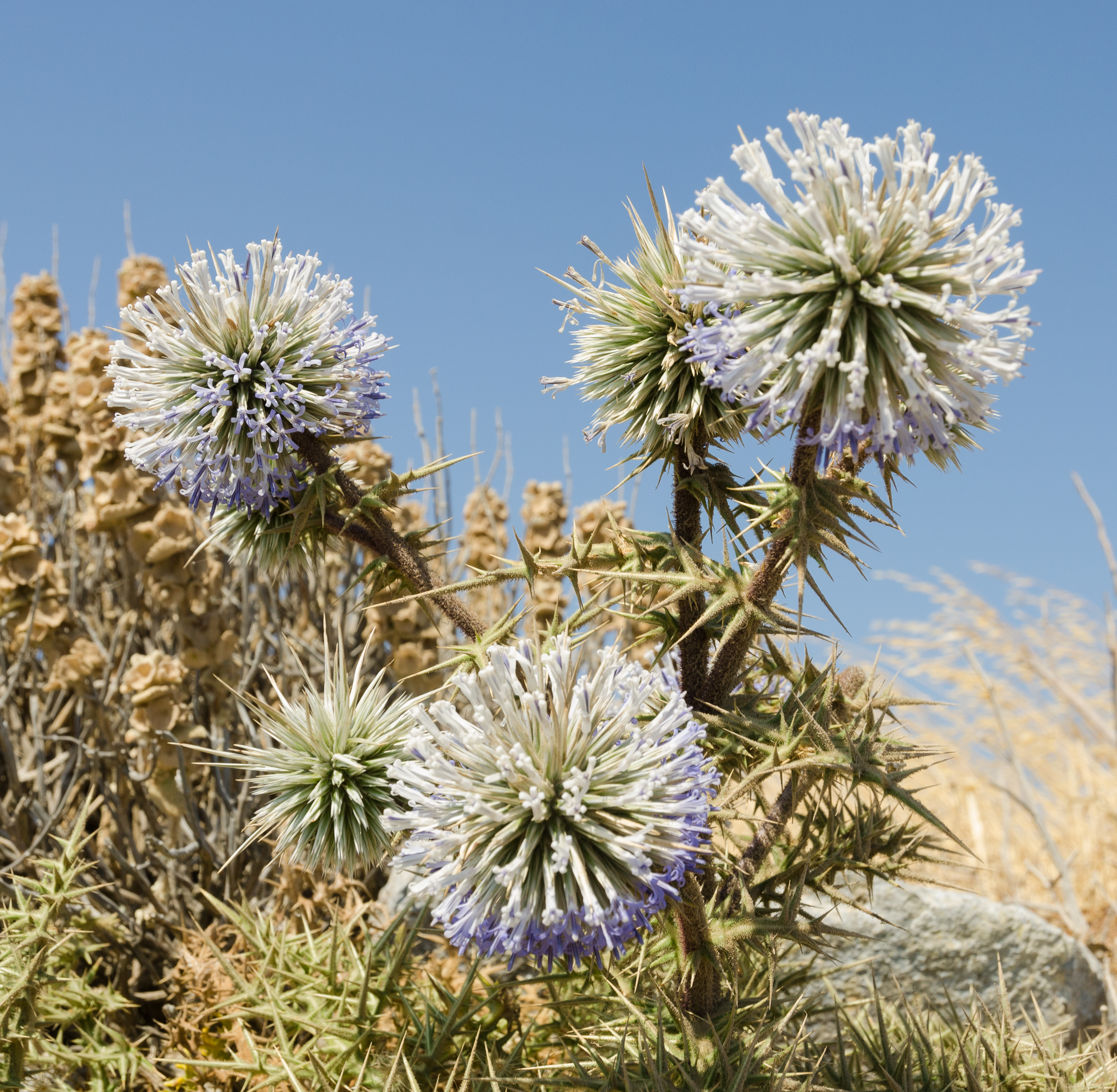
Echinops spinosissimus